# Goslić
Goslić este un sat din comuna Nikšić, Muntenegru. Conform datelor de la recensământul din 2003, localitatea are 96 de locuitori (la recensământul din 1991 erau 120 de locuitori).

## Demografie
În satul Goslić locuiesc 88 de persoane adulte, iar vârsta medie a populației este de 51,0 de ani (43,7 la bărbați și 57,5 la femei). În localitate sunt 30 de gospodării, iar numărul mediu de membri în gospodărie este de 3,20.
Populația localității este foarte eterogenă.
|  |

| Demografie | Demografie | Demografie |
| An         | Locuitori  | Locuitori  |
| ---------- | ---------- | ---------- |
|            |            |            |
|            |            |            |
|            |            |            |
|            |            |            |
| 1948       | 294        |            |
| 1953       | 303        |            |
| 1961       | 322        |            |
| 1971       | 334        |            |
| 1981       | 198        |            |
| 1991       | 120        | 120        |
| 2003       | 102        | 96         |

| \| Componența etnică conform recensământului din 2003[2] \| Componența etnică conform recensământului din 2003[2] \| Componența etnică conform recensământului din 2003[2] \| Componența etnică conform recensământului din 2003[2] \| Componența etnică conform recensământului din 2003[2] \| \| ----------------------------------------------------- \| ----------------------------------------------------- \| ----------------------------------------------------- \| ----------------------------------------------------- \| ----------------------------------------------------- \| \| \| \| \| \| \| \| Sârbi \| Sârbi \| \| 57 \| 59,37% \| \| Muntenegreni \| Muntenegreni \| \| 37 \| 38,54% \| \| necunoscută \| necunoscută \| \| 0 \| 0% \| |              |  |    |        |
| Componența etnică conform recensământului din 2003 |              |  |    |        |
| |              |  |    |        |
| Sârbi | Sârbi        |  | 57 | 59,37% |
| Muntenegreni | Muntenegreni |  | 37 | 38,54% |
| necunoscută | necunoscută  |  | 0  | 0%     |